# Sreser
Sreser – wieś w Chorwacji, w żupanii dubrownicko-neretwiańskiej, w gminie Janjina. W 2011 roku liczyła 192 mieszkańców.